# Minonk
Minonk és una població dels Estats Units a l'estat d'Illinois. Segons el cens del 2000 tenia 2.168 habitants.

## Demografia
Segons el cens del 2000, Minonk tenia 2.168 habitants, 841 habitatges, i 587 famílies. La densitat de població era de 611 habitants/km².
Dels 841 habitatges en un 31,9% hi vivien nens de menys de 18 anys, en un 57,9% hi vivien parelles casades, en un 9,2% dones solteres, i en un 30,2% no eren unitats familiars. En el 26,8% dels habitatges hi vivien persones soles el 15,6% de les quals corresponia a persones de 65 anys o més que vivien soles. El nombre mitjà de persones vivint en cada habitatge era de 2,5 i el nombre mitjà de persones que vivien en cada família era de 3,02.
Per edats la població es repartia de la següent manera: un 25,9% tenia menys de 18 anys, un 6,9% entre 18 i 24, un 27,5% entre 25 i 44, un 19% de 45 a 60 i un 20,8% 65 anys o més.
L'edat mediana era de 39 anys. Per cada 100 dones de 18 o més anys hi havia 86 homes.
La renda mediana per habitatge era de 44.028 $ i la renda mediana per família de 50.379 $. Els homes tenien una renda mediana de 35.859 $ mentre que les dones 22.500 $. La renda per capita de la població era de 17.688 $. Aproximadament el 7% de les famílies i el 8,6% de la població estaven per davall del llindar de pobresa.

## Poblacions més properes
El següent diagrama mostra les poblacions més properes.